# Езва
Е́зва (бел. Езва) — упразднённый сельский населённый пункт, бывш. деревня в составе Ямницкого сельсовета Быховского района Могилёвской области Республики Беларусь.

## Население
- 1999 год — 6 человек
- 2010 год — 1 человек